# Oberstreu
Oberstreu é um município da Alemanha, situado no distrito de Rhön-Grabfeld, no estado da Baviera. Tem 22,60 km² de área, e sua população em 2019 foi estimada em 1.492 habitantes.